# Saint-Edmond
Saint-Edmond – miejscowość i gmina we Francji, w regionie Burgundia-Franche-Comté, w departamencie Saona i Loara.
Według danych na rok 1990 gminę zamieszkiwały 293 osoby, a gęstość zaludnienia wynosiła 28 osób/km² (wśród 2044 gmin Burgundii Saint-Edmond plasuje się na 620. miejscu pod względem liczby ludności, natomiast pod względem powierzchni na miejscu 901.).